# Anton Arienski
Anton Stiepanowicz Arienski, Arenski (ros. Анто́н (Анто́ний) Степа́нович Аре́нский; ur. 30 czerwca?/12 lipca 1861 w Nowogrodzie, zm. 12 lutego?/25 lutego 1906 w Terijoki w Finlandii) – rosyjski kompozytor, pianista i dyrygent.

## Życiorys
Kompozycji uczył się pod kierunkiem Rimskiego-Korsakowa. Następnie wykładał w Konserwatorium Moskiewskim, gdzie jego uczniami byli między innymi Skriabin i Rachmaninow. W swej twórczości pozostawał głównie pod wpływem Czajkowskiego. Komponował głównie opery, pieśni i utwory kameralne.
Zmarł na gruźlicę w Terijoki w Finlandii (obecnie Zielenogorsk w Rosji). 

## Wybrane kompozycje
- Opery:
  - Sen na Wołdze / Сон на Волге (libretto kompozytora na podstawie sztuki Wojewoda Aleksandra Ostrowskiego)
  - Rafael / Рафаэль
  - Nal i Damajati / Наль и Дамаянти (libretto Modesta Czajkowskiego na podstawie powieści Wasyla Żukowskiego)
- Balet: Egipskie noce (choreografia: Lew Iwanow)
- Utwory orkiestrowe: Symfonia h-moll nr 1 op. 4, Symfonia A-dur nr 2 op. 22, 3 suity (nr 1 op. 7, nr 2 "Silhouettes" op. 23, nr 3 "Wariacje C-dur" op. 33)
- Utwory koncertujące: Koncert fortepianowy f-moll op. 2, Koncert skrzypcowy a-moll op. 54
- Utwory kameralne: 2 kwartety smyczkowe (nr 1 G-dur op. 11, nr 2 a-moll op. 35), 2 tria fortepianowe (nr 1 d-moll op. 32, nr 2 f-moll op. 73), kwintet fortepianowy D-dur op. 51
- liczne solowe utwory fortepianowe (preludia, etiudy), a także 4 suity na dwa fortepiany (nr 2 i 3 również w wersji orkiestrowej)